# Хоэнбург, Рихард фон
Рихард Пуллер фон Хоэнбург (нем. и фр. Richard Puller von Hohenburg; ум. 24 сентября 1482; Цюрих) — эльзасский и швейцарский аристократ и рыцарь, сожжён за содомию на городской площади Цюриха.

## Происхождение
Рихард фон Хоэнбург, известный под прозвищем «Пуллер», происходил из семьи немецких аристократов фон Хоэнбургов, чьё родовое поместье располагалось в нижнем Эльзасе, недалеко от того места, где в XIX веке проходила франко-пфальцская граница, в двух часах езды от города Вайсенбурга. Впервые предки Рихарда прослеживаются в источниках с середины XIII века. Многие из них носили прозвище «Пуллер», «Пюллер» или «Буллер». По предположению историка Якоба Франка, это слово может быть производным от Polterer (с нем. — «Шумный человек, болтун, пустослов») из-за излишней шумности первых представителей династии. Первый человек с таким прозвищем, которого звали Конрад, появляется в источниках в 1276 году. Он же фигурирует в источнике в 1262 году, и тогда у него такого эпитета ещё не было. Происхождение династии же спорное. Так филолог Фридрих-Генрих фон дер Хаген писал, что фон Хоэнбурги были не немцами по происхождению, однако известно, что в одной из своих менестрелей Рихард напрямую говорил о происхождении из Германии. Историк Иоганн Кристоф Аделунг тоже писал о маловероятности в иностранном происхождении династии и заявлял, что их родина была «раньше Вены», хотя семья и имела владения в Эльзасе. В дальнейшем представители семейства участвовали в военных походах Габсбургов и получили от них крепость Хоэнбург и семь близлежащих деревень. В дальнейшем год от года владения семьи лишь продолжали расти.

## Биография
Рихард родился в семье Конрада фон Хоэнбурга, который был крупным дворянином и потомком первого Конрада. Он жил в городе Страсбурге в Эльзасе, там же вступил в брак.
В 1463 году швейцарский дворянин Вирих фон Берштетт схватил одного из слуг Рихарда Людвига Фишера после того, как его заметили в куда более пышной одежде и с большим количеством денег, чем полагалось человеку его ранга. В Европе того времени такие подарки часто служили доказательством предложения ненадлежащих сексуальных услуг, поскольку обычно служили в качестве знака любовного интереса, внимания или просто в качестве взятки от желающего вступить в сексуальный контакт. Людвига Фишера подвергли пыткам, под которыми он рассказал, что его господин преследовал его в романтических целях, после чего Людвиг воспользовался этим для получения даров, шантажируя Рихарда его статусом и деньгами. Когда это вскрылось, Рихарда заключили под арест и лишили наследственных вотчин и передали их архиепископу Страсбургскому Руперту фон Пфальц-Симмернскому, однако суду за содомию так и не предали и вскоре освободили.
В 1474 году Рихарда вновь арестовали по обвинению в содомии. Его враги в это время утверждали, что аристократ так опасался нового разоблачения, что утопил своего слугу, ставшего свидетелем секса фон Хоэнбурга с другим мужчиной. Несмотря на столь серьёзные обвинения, Рихард снова избежал казни благодаря стратегическому манипулированию своим статусом. Ему удалось либо раздобыть, либо подделать рекомендательные письма от властей далёких от Страссбурга земель, разыгрывая из себя крайне влиятельного в Эльзасе дворянина. Два года спустя дворянина освободили при условиях признания и раскаяния в своём преступлении, отказа от оставшегося имущества и заключения в мужской монастырь. Вскоре после этого местные эльзасские власти лишили Рихарда его владений, и ему удалось бежать в намерении заполучить их обратно.
В 1476 году Рихард обратился за помощью в возвращении конфискованного имущества в Швейцарский союз, который в те годы был известным убежищем для европейских преступников всех мастей. Сначала он пришёл к властям города Берна, которые, после долгих раздумий, всё же отклонили его просьбу, а затем обратился к властям Цюриха, которые оказались более любезны и приняли его. Имущественные претензии Рихарда вызвали конфликт между властями всего союза и Страсбурга, который был исторически одним из наиболее близких его союзников. Резиденция фон Хоэнбура в городе, подаренная ему властями, стала крупной политической проблемой для всего города, взаимоотношения которого не только со Страсбургом, но и с городами Швейцарского союза, оказалось поставлено под угрозу. В 1484 году власти Цюриха узнали о гомосексуальных отношениях между Рихартом его слугой, Антоном Матцлером. Современник Рихарда, летописец Диболд Шиллинг, утверждал, что, как и в первый раз, причиной обнаружения стало хвастовство слуги о «драгоценной одежде, красивых рубашках и других сокровищах», которые, как заподозрили чиновники, были подарками от его хозяина за оказанные фон Хоэнбургу сексуальные услуги. Это стало поводом для процесса, который стал «облегчением» для властей города и привёл к снятию напряжённости между Страсбургом и властями Союза. В одном из источников, вполне вероятно, написанных членом совета Цюриха, утверждается, что власти Страссбурга заплатили 8 тысяч флоринов за суд над фон Хоэнбургом и его казнь. Этот же источник, однако, не отрицает, что Рихард был действительно виновен.
Чиновники обвинили мужчин в «ереси». Под пытками с их стороны Рихард признался, что занимался однополым сексом с Матцлером и ещё несколькими мужчинами. В связи с этим власти приговорили обоих арестованных к казни путём сожжения на костре на рыночной площади Цюриха. 24 сентября 1482 года здесь собралась большая толпа. В ответ на просьбу повторить признание, фон Хоэнбург отказался и во всеуслышание заявил, что обвинение в содомии было лишь прикрытием для цюрихских чиновников, которые хотели захватить его землю и состояние. Одним из этих чиновников был Ханс Вальдман, ставший через полгода бургомистром Цюриха, но через 6 лет обезглавленный после непопулярной в народе политической карьеры по обвинению в ряде преступлений, одним из которых была содомия. С казнью последнего отпрыска дворянский род фон Хоэнбургов прекратился, а его титул перешел к семье Зиккингеров.